# فهمیده میرزا
دکتر فهمیده میرزا در ۲۰ دسامبر ۱۹۵۶ در شهر کراچی پاکستان در خانواده‌ای سیاسی متولد شد.
پدر او وزیر بوده‌ است. شوهر او ذوالفقار علی میرزا، از نزدیکان آصف علی زرداری، معاون رهبری حزب مردم است.
وی در سال‌های ۱۹۹۷، ۲۰۰۲ و ۲۰۰۸ میلادی به عنوان نماینده مجلس انتخاب پاکستان شده بود.
او طی جلسه‌ای که در ۱۹ مارس ۲۰۰۸ میلادی برگزار شد با کسب ۲۴۹ رای موافق ۷۰ رای مخالف و ۵ رای ممتنع به عنوان اولین رئیس مجلس زن در پاکستان منصوب شد.